# Bill Clements
Bill Clements (født 17. april 1917, død 29. maj 2011) var en amerikansk politiker fra Republikanerne. Clements var guvernør i Texas fra 1979 til 1983 og igen fra 1987 til 1991. Hans otte år i embedet var den længste embedsperiode for nogen guvernør, før Rick Perry, der overtog embedet ved George W. Bushs fratræden i december 2000, overgik guvernør Clements i Perrys tredje år af sin anden valgperiode.